# Джамал, Самия
Самия Джамал (араб. سامية جمال‎; 27 мая 1924, Бени-Суэйф — 1 декабря 1994, Каир) — египетская актриса и танцовщица танца живота.

## Биография
Родилась с именем Зайнаб Халил Ибрагим Махфуз в небольшом египетском городке Вана в 1924 году, всего через несколько месяцев семья переехала в Каир и поселилась недалеко от базара Хан Эль-Халили.
В юности Самия Джамал встретила Бадию Масабни, владелицу большого ночного клуба в Каире. Бадиа предложила Самии присоединиться к её танцевальной труппе. Бадиа Масабни дала ей сценическое имя Самия Джамал, так она начала свою танцевальную карьеру.

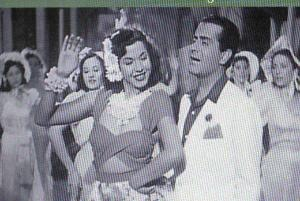
Самия Джамаль и Фарид Аль-Атраш в египетском фильме Госпожа Африта (Джинн Леди) (1949)

Первое время она обучалась танцу, и вскоре стала уважаемой солисткой со своим собственным танцевальным стилем. Самия Джамал использовала техники из балета и латинского танца в своих сольных выступлениях. Также она была первой, кто выступал на сцене в туфлях на высоком каблуке.
Она снялась в десятках египетских фильмов вместе с актёром Фаридом Аль-Атрашем. Их пару называли Фредом Астером и Джинджер Роджерс с Ближнего Востока. Они не только играли возлюбленных в кино, но и являллись таковыми в реальной жизни. Однако их брак не состоялся. Из-за высокого социального положения Фарид отказался жениться на Самии.
В 1949 году король Фарук провозгласил Самию Джамал «Национальный танцовщицей Египта».
В 1950 году Самия ненадолго переехала в США. Она выступала в модном ночном клубе Нью-Йорка Latin Quarter. Позже вышла замуж за афериста и «техасского миллионера», у которого, как позже сообщалось, огромного состояния не было, их брак продлился недолго.
В 1958 году Самия Джамал вышла замуж за Рушди Абаза, одного из самых известных египетских актёров, с которым снялась в нескольких фильмах.
Перестала танцевать в 1972 году, когда ей было почти за 50.
Умерла 1 декабря 1994 года в возрасте 70 лет в Каире.

## Дань уважения
5 марта 2017 года Google посвятил актрисе дудл к 93-й годовщине со дня её рождения. Дудл размещался для всех стран арабского мира.

## Избранная фильмография
- Путь дьявола (1963)
- Свидание с незнакомцем (1959)
- Gharam el millionaire (1957)
- Маска Тутанхамона (1955)
- Стакан и сигарета (1955)
- Монстр (1954)
- Долина фараонов (1954)
- Али Баба и 40 разбойников (1954)
- Карманница (1953)
- Не говори никому (1952)
- Граф Монте-Кристо (1951)
- Akher kedba (1950)
- Сокол (1950)
- Ahebbak inta (1949)
- Afrita hanem (1949)
- Братья-враги (1945)
- Пуля в сердце (1944)
- Отверженные (1943)
- Ali Baba wa al arbain harame (1942)
- Решимость (1939)